# 迈克尔·弗朗西斯·伊根
迈克尔·弗朗西斯·伊根OFM（1761年9月29日—1814年7月22日）是爱尔兰和美国天主教會教长。他1761年生于爱尔兰，很小就加入方济各会，在罗马、爱尔兰、宾夕法尼亚州当祭司，以传道天赋闻名。1808年伊根当上首任费城主教直到1814年去世，就职期间教区会众增长显著并建起新教堂，但他不得不投入大部分时间解决与费城圣玛利亚临时主教座堂理事间的争端。1814年伊根在费城与世长辞，估计死于结核病。

## 早年经历，跻身神职
迈克尔·弗朗西斯·伊根1761年9月29日生于爱尔兰，确切地点尚无定论。19世纪末为他立传的马丁·格里芬认为传主可能生于戈尔韦，现代学者推测是利默里克。伊根加入方济各会，在旧鲁汶大学与布拉格查理大学深造。他先后担任小品、副助祭，在梅赫伦（今比利时境内）当上执事，估计1785或1786年在布拉格晋铎神父。伊根在欧洲大陆学习期间还熟练掌握德语。
伊根在方济各会迅速晋升，1787年3月出任爱尔兰芒斯特省护教。同年又在爱尔兰方济各会驻罗马总部、圣依西多禄堂爱尔兰教皇学院任校监直到1790年，随后返回爱尔兰就任恩尼斯护教。1787或1788年，伊根很可能曾前往美国。他在爱尔兰传教多年，再于1802年前去（或返回）美国。

## 宾夕法尼亚州祭司
1802年1月，伊根接受宾夕法尼亚州兰开斯特附近天主教众邀请抵达美国，在亚当斯县科内瓦戈耶稣圣心圣殿担任路易斯·德巴特的助理牧师。宾夕法尼亚州议会同年在兰开斯特召开，伊斯擅长讲道的消息传到費城，该市圣玛利亚教堂教众不久向巴爾的摩主教若望·卡罗尔呈请（此时整个美国天主教会均由巴尔的摩主教管辖），希望把伊根派往费城。
1803年，伊根当上费城圣玛利亚教堂牧师，此时该城正爆发黄热病疫情。灾情虽说不及著名的1793年黄热病疫情严重，但仍夺走许多人命，伊根这年主持的葬礼很多，1803年6至11月圣玛利亚教堂就下葬77人。1804年，伊根获准在美国设立第一个方济各会省级教区，与当时管理美国方济各会的爱尔兰方济各会独立。两年后，教众将印地安纳县黄溪沿线部分土地遗赠伊根，用于设立方济各会教会，但方济各会立誓安于贫困，伊根请卡罗尔掌管土地。伊根始终未能实现梦想，吸引欧洲方济各会士到美国建立教会。
1804年，伊根与圣玛利亚教堂理事创办歌唱学校，希望提升教堂唱诗班整体水平。第二年费城又爆发黄热病疫情，伊根与老圣若瑟教堂牧师约翰·罗西特照顾病人。1806年，两人与圣三一天主教堂教众合作创办孤兒院，缓解黄热病造成的孤儿问题。

## 费城主教

### 晋铎

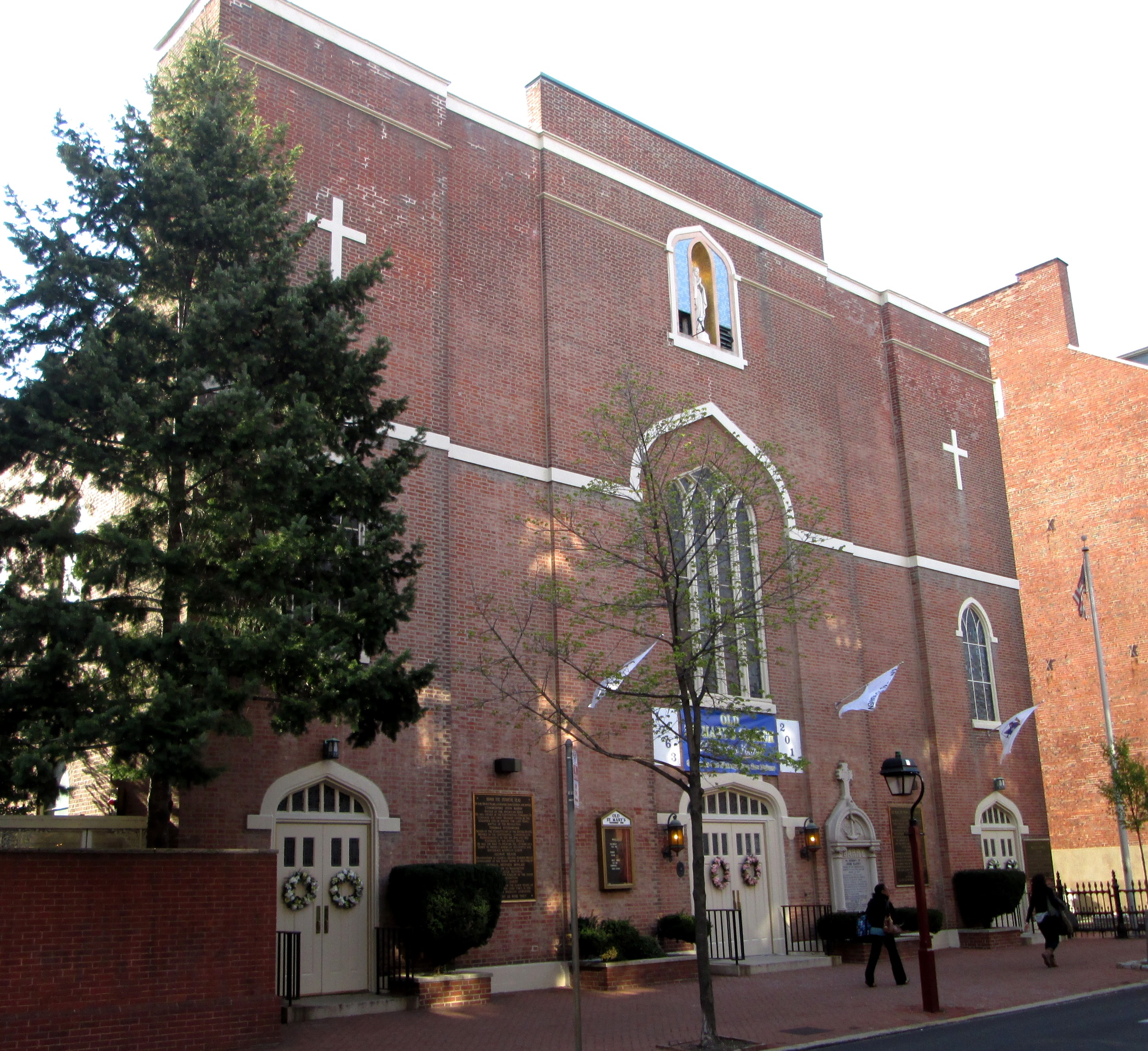
费城圣玛利亚天主教堂（图）是伊根担任主教期间的临时主教座堂

美国的天主教徒逐渐增多，卡罗尔主教相当一段时间以来都希望庞大的美国教区细分，划成更易于管理的地方教区。1808年4月8日，庇護七世教皇批准卡罗尔的申请，在美国新设四个主教座，巴尔的摩升为大主教区。费城总教区便是新主教座，包含宾夕法尼亚州、特拉华州，新泽西州西部和南部。卡罗尔在教皇批准前就决定推荐伊根出任费城大主教，致信罗马时称伊根“虔诚、博学、非常谦逊，不足之处在于可能不够坚定，在指导事务方面经验还不太丰富”。
受拿破崙戰爭影响，提名伊根的教宗诏书1810年才送到美国。伊根前往巴尔的摩圣彼得使徒教堂，卡罗尔在本尼迪克特·约瑟夫·法吉特和让·路易斯·德切韦罗斯协助下将他晋铎主教，其中法吉特与德切韦罗斯已经取得主教资格但尚未祝圣。伊根选择圣玛利亚教堂充当临时主教座堂，费城教众在他晋铎前就开始筹资扩建教堂，满足新教区主教座堂规格需要。各新主教晋铎后计划不久成立美国教会领导委员会，但直到1829年才首度会晤，伊根已辞世十余年。

### 理事争端
美国天主教会长期因理事负责制陷入争端，伊根晋升主教导致情况恶化。欧洲天主教会拥有财产，通过神职人员直接控制教区。美国早期天主教会大多源自平信徒购买地产、建起教堂，进而要求介入教区管理，伊根等来自欧洲的神职人员依然对教区组织抱持传统观念，他们来到美国后自然就与平信徒理事发生冲突。双方争端还有民族因素，日耳曼民族占绝对多数的圣三一教区希望由同胞领头，对分配的爱尔兰主教充满厌憎。1811年圣三一教区主教前往马里兰州接受新任命，伊根临时任命爱尔兰祭司帕特里克·肯尼负责，直到找到德国祭司时止，对此教堂理事颇为不满。德裔祭司弗朗西斯·罗洛夫次年上任。
伊根经研究发现，教堂理事已把圣玛利亚教堂转交上任主教罗伯特·哈定，后又转给哈定的继承人。但他们却没想到，财产转让后他们就会失去教会领导地位。伊根的身体健康恶化，1811年已不得不依靠圣玛利亚教堂祭司詹姆斯·哈罗德与威廉·文森特·哈罗德叔侄协助。伊根与教堂理事接下来又卷入神职人员薪金纠纷，估计1812年战争爆发致使费城船运收入锐减，很可能导致局面恶化。伊根认为哈罗德叔侄表现的立场比他还偏向神职人员，教堂理事更难接受，导致局势更加紧张，而且小哈罗德为当上伊根的助理主教故意采取如此立场。伊根呼吁理事妥协，表示愿意把表弟（也是祭司）从爱尔兰调来取代老哈罗德。1813年伊根与理事已经和解，哈罗德叔侄同意这年辞职并调往英格兰。

### 逝世与下葬
主教与教堂理事的主要争端已经解决，但薪酬问题拖到1813年。1814年新当选的教堂理事与伊根更不对付，圣玛利亚教堂局势再度恶化。1811年，伊根对教区各地开展担任主教期间最全面的视察，途经兰开斯特和科内瓦戈，向西最远抵达匹兹堡。他继续为孤儿院筹集资金，1813年在新泽西州特伦顿新建圣心教堂，费城总教区的教堂总数升至16。
伊根的健康逐渐恶化，于1814年7月22日与世长辞。19世纪编年史学家认为“伊根主教很可能死于心脏病”，现代传记作家认为他的症状更像结核病。伊根葬在圣玛利亚教堂墓地。半个多世纪后，聖伯多祿聖保祿聖殿主教座堂1869年在洛根圓環落成，他与继任费城大主教亨利·康威尔的遗骸一起迁入主教座堂地下室。

## 脚注
1. 1 2 3 4 5 6  Friend 2010.
2. 1 2 3  Bransom 1990，第12頁.
3. ↑  Griffin 1893，第3–4頁.
4. ↑  Ennis 1976，第63–64頁.
5. 1 2  Ennis 1976，第64頁.
6. 1 2 3  Loughlin 1909.
7. 1 2 3  Griffin 1893，第4頁.
8. ↑  Griffin 1893，第5頁.
9. 1 2  Griffin 1893，第6–8頁.
10. ↑  Griffin 1893，第9頁.
11. ↑  Griffin 1893，第11頁.
12. 1 2 3  Ennis 1976，第66頁.
13. ↑  Griffin 1893，第12–13頁.
14. 1 2  Ennis 1976，第67頁.
15. ↑  Griffin 1893，第17–19頁.
16. ↑  Griffin 1893，第20–22頁.
17. ↑  Griffin 1893，第22–23頁.
18. 1 2  Shea 1888，第617–622頁.
19. ↑  Griffin 1893，第23–24頁.
20. ↑  Kurjack 1953，第207頁.
21. ↑  Carey 1978，第357–358頁.
22. ↑  Carey 1978，第361頁.
23. ↑  Griffin 1893，第58頁.
24. 1 2  Ennis 1976，第70頁.
25. 1 2  Griffin 1893，第54–56頁.
26. ↑  Ennis 1976，第68頁.
27. 1 2  Griffin 1893，第68–70, 79頁.
28. ↑  Griffin 1893，第74–82頁.
29. ↑  Griffin 1893，第87–96頁.
30. ↑  Griffin 1893，第103–107頁.
31. ↑  Ennis 1976，第69頁.
32. ↑  Griffin 1893，第97–99頁.
33. 1 2  Shea 1888，第661頁.
34. ↑  Griffin 1893，第112頁.
35. ↑  Griffin 1893，第126–127頁.

### 图书
- Bransom, Charles N. . Washington, D.C.: United States Catholic Conference. 1990. ISBN 978-1-55586-323-4.
- Ennis, Arthur J. . Connelly, James F.  (编). . Wynnewood, Pennsylvania: Unigraphics Incorporated. 1976: 63–112. OCLC 4192313.
- Griffin, Martin I. J. . Philadelphia, Pennsylvania. 1893  [2021-08-18]. OCLC 7637383.
- Loughlin, James. . . New York: Robert Appleton Company. 1909.
- Shea, John Gilmary.  2. Akron, Ohio: D.H. McBride & Co. 1888  [2021-08-18]. OCLC 3211384.

### 期刊
- Carey, Patrick. . The Catholic Historical Review. 1978-07, 64 (3): 357–376. JSTOR 25020365.
- Friend, Christine. . Philadelphia Archdiocesan Historical Research Center. 2010-02  [2021-08-18]. （原始内容存档于2021-03-05）.
- Kurjack, Dennis C. . Transactions of the American Philosophical Society. 1953, 43 (1): 199–209. JSTOR 1005672. doi:10.2307/1005672.

| 天主教會職銜 | 天主教會職銜       | 天主教會職銜         |
| ------------ | ------------------ | -------------------- |
| 新頭銜       | 费城主教 1808–1814 | 繼任者： 亨利·康威尔 |